# Комиссии военного суда Русской императорской армии
Комиссии военного суда или Военно-судные комиссии — учреждения, отправлявшие судебную деятельность в вооружённых силах Российской империи вплоть до образования полковых и военно-окружных судов. 
Военно-судные комиссии были постоянные — при ордонансгаузах (позднее комендантские управления) и в некоторых казачьих войсках — и временные, наряжавшиеся особо для каждого дела при тех полках и командах, в которых состояли на службе подсудимые. И те, и другие состояли из презуса в штаб-офицерском чине, шести асессоров (по два капитана, поручика и прапорщика) и аудитора в качестве делопроизводителя. 
Для «суждения» о преступлениях целых команд, равно о преступлениях высших воинских чинов Русской императорской армии и об оскорблении или убийстве их учреждались Генеральные военно-судные комиссии, в которых презусом назначался полный генерал, а асессорами — два генерал-лейтенанта, два генерал-майора и два полковника. 
Кроме того, учреждались также Смешанные комиссии военного суда, для суждения о некоторых преступлениях (например, о нарушении карантинных правил, о порубке казенных лесов и т.п.), в которые асессорами, наряду с офицерами, назначались чиновники того ведомства, интересы которого были нарушены тем или иным преступлением. 
Военно-судные комиссии были повсеместно упразднены, с распространением военно-судебной реформы на отдаленные округа, в 1889 году.